# Tricentrogyna deportata
Tricentrogyna deportata är en fjärilsart som beskrevs av Walker 1861. Tricentrogyna deportata ingår i släktet Tricentrogyna och familjen mätare. Inga underarter finns listade i Catalogue of Life.